# Pont del Mas d'en Cua
El Pont del Mas d'en Cua és una pont del municipi de Peralada (Alt Empordà) inclòs en l'Inventari del Patrimoni Arquitectònic de Catalunya.

## Descripció
Situat al sud-est del nucli urbà de la població de Peralada, tocant al terme municipal de la vila de Castelló d'Empúries, damunt del curs del rec del Molí i al costat del mas d'en Cua.
Es tracta d'un petit pont format per un sol arc rebaixat bastit amb maons disposats a sardinell, i recolzat damunt d'un basament construït amb carreus de pedra ben desbastats, disposats en filades perfectament regulars. S'observa alguna refecció feta amb maons a la part del basament. Actualment, l'estructura presenta la cara nord rehabilitada amb maons actuals i gran part d'ella està coberta per l'abundant vegetació que hi ha als marges del rec.

## Història
Segons el planejament urbanístic de la població de Peralada, aquest pont podria tenir el seu origen en època medieval.